# Julius H. Comroe Jr
Julius Hiram Comroe Jr, né le 13 mars 1911 à York (Pennsylvanie) et mort le 31 juillet 1984 à Hillsborough (Californie) est un physiologiste américain. Il est connu pour ses travaux sur la physiologie et la physiopathologie du cœur et surtout des poumons.

## Biographie
Lui-même fils de médecin, il est diplômé en médecine de l'université de Pennsylvanie en 1934. Des voyages de recherche le conduisent à Zurich en 1938 et à l'Institut national de recherche médicale de Londres en 1939. Par la suite, il obtient un poste d'enseignant à l'université de Pennsylvanie, où il prend la chaire de physiologie et de pharmacologie en 1946. Il y  contribue à la recherche et à l'enseignement multidisciplinaires.
En 1958, il est nommé directeur fondateur de l'Institut de recherche cardiovasculaire (CVRI, Cardiovascular Research Institute) de l'université de Californie à San Francisco (UCSF) où il introduit les mathématiques, les statistiques, la physique et  la biophysique dans les études médicales ainsi que des conférences hebdomadaires de physiologie cardiovasculaire. En 1973, il démissionne de son poste de directeur de l'institut pour se consacrer exclusivement à ses propres recherches.
Membre fondateur de l'Institute of medicine (qui deviendra plus tard l’Academy of medicine), il est aussi corédacteur en chef des revues Circulation Research et  Annual Review of Physiology. En 1976, il reçoit la médaille Jessie Stevenson Kovalenko de la National Academy of Sciences pour « ses contributions inestimables au diagnostic et au traitement des maladies humaines au cours de sa carrière, qu'il a consacrées à la physiologie et à la chimie de la respiration et aux propriétés chimiques et mécaniques des poumons humains » (For his immeasurable contribution to the diagnosis and treatment of human disease during his career, which was devoted to the physiology and chemistry of respiration and the mechanical and chemical properties of the human lung).

## Distinctions
- 1961 membre de l'Académie nationale des sciences
- 1964 membre de l'Académie américaine des arts et des sciences [1]
- 1968 Doctorat honorifique de l'Institut Karolinska
- 1968 Doctorat honorifique de l'Université de Chicago
- 1976 Médaille Jessie Stevenson Kovalenko

## Travaux
- The Lung: Clinical Physiology and Pulmonary Function Tests (Le poumon: physiologie clinique et tests de la fonction pulmonaire)
  - Traduction allemande (avec Heinrich Anton Gerlach): Les poumons: physiologie clinique et tests de la fonction pulmonaire, Stuttgart 1964
- Physiologie of respiration
  - Traduction allemande: Physiologie der Atmung, Stuttgart, 1968